# Cryptocarya costata
Cryptocarya costata är en lagerväxtart som beskrevs av Carl Ludwig von Blume. Cryptocarya costata ingår i släktet Cryptocarya och familjen lagerväxter. Inga underarter finns listade i Catalogue of Life.